# Evapotranspiration
Evapotranspiration bezeichnet in der Meteorologie die Summe aus Transpiration und Evaporation, also der Verdunstung von Wasser aus Tier- und Pflanzenwelt sowie von Boden- und Wasseroberflächen. Der Evapotranspirationswert spielt eine wichtige Rolle in der Hydrologie sowie in Landwirtschaft und Gartenbau sowie bei der Berechnung des weltweiten Wasserbedarfs. Global trägt die Evapotranspiration durch ihren Kühlungseffekt signifikant zur Abschwächung des Klimawandels bei.
Nach neuen Analysen und Datenerhebungen liegt der weltweite Süßwasserbedarf insgesamt bei geschätzt jährlich 4.370 km³ (2015), wobei die Grenze der nachhaltigen Nutzung bei 4.000 km³ angegeben wird (siehe auch Welterschöpfungstag); der Anteil der Evapotranspiration wird nun mit ca. 20 % angenommen.
Die zur Verdampfung (Übergang vom flüssigen in den gasförmigen Aggregatzustand) notwendige spezifische Wärmemenge beträgt 2257 kJ/kg (20 °C); sie wird beim umgekehrten Vorgang, der Kondensation wieder frei.

## Faktoren
- Wassergehalt des Bodens
- Intensität (Biomasse, Produktion) und Artengefüge der Vegetation (Transpiration)
- Bedeckung des Bodens und Sonneneinstrahlung
- Luftfeuchtigkeit
- Temperatur der Erd- bzw. Wasseroberfläche
- Temperatur der bodennahen Luftschichten
- Windgeschwindigkeit an der Erdoberfläche

## Möglichkeiten der instrumentellen Messung

### Evaporimeter
Verdunstungsmessungen werden mit Atmometern durchgeführt.
Eine Möglichkeit der Verdunstungsmessung ist die sogenannte class-A-pan (Evaporimeter oder Verdunstungskessel), einem runden, wassergefüllten Messkessel zur Messung der potentiellen Verdunstung von Landflächen (Landverdunstungskessel).
Diese vom meteorologischen Dienst der USA, dem US Weather Bureau, genutzte Verdunstungsmessmethode besteht aus einer flachen, auf einem Holzgitterrahmen befestigten, mit Wasser gefüllten, zylindrischen Form. Der Wasserspiegel befindet sich mindestens 15 cm über der Erdoberfläche, so dass sich die Wasseroberfläche in etwa 50 cm Höhe befindet. Das Evaporimeter hat eine Fläche von 1 m². Das Wasser ist an der freien Atmosphäre der Verdunstung ausgesetzt, der Wasserverlust wird im 24-Stunden-Takt z. B. durch Drucksensoren gemessen.
Mit dieser Messmethode kann die sog. potenzielle Evapotranspiration (ETp) gemessen werden. Sie gibt an, wie viel Wasser bei gegebenen Umständen verdunsten würde, wenn genügend Wasser vorhanden ist. Für reale Anwendungen, etwa in der Bewässerungslandwirtschaft, wurden Korrekturfaktoren entwickelt. Diese Messmethode ist jedoch für eine Aussage der realen Verdunstung wenig geeignet. Die Wasseroberfläche ist eine Art „Insel“ auf dem Land: durch immer neu herangeführte, ungesättigte Luft sowie eine höhere Bereitschaft des Wassers im Bassin, zu verdunsten (verglichen mit Bodenwasser), kann kein Rückschluss auf die reale Verdunstung (ETR) aus dem Boden getroffen werden. Die Wasseroberfläche ist nicht repräsentativ genug für die Landverdunstung. Die class-A-pan dient jedoch durch die genormte Größe gut für einen Vergleich der ETP verschiedener Gebiete. Parallel zur Verdunstungsmessung mit der class-A-pan muss auch der Niederschlag gemessen werden, um die in die Wanne eingetragene Wassermenge zu registrieren.
Für Verdunstungsmessungen, die Wind-Einfluss berücksichtigen, verwendet man Piche-Atmometer oder Czeratzki-Atmometer.

### Lysimeter
Des Weiteren kann auch ein Lysimeter zur Messung verwendet werden.

### FAO-56
Eine weit verbreitete Methode zur Messung der Evapotranspiration stellt die Berechnung aus den oben angeführten klimatischen Faktoren nach einer von der FAO empfohlenen Methode dar („modified Penman-Monteith“ Formel, FAO-56). Dabei werden die notwendigen Parameter – Lufttemperatur und relative Feuchte, Windgeschwindigkeit und Solarstrahlung – durch eine Wetterstation aufgezeichnet und in einem Computermodell verarbeitet. Diese so genannte Referenzverdunstung (ETo) entspricht der Verdunstung, wie sie auf einer ebenen, gleichmäßig mit Gras bewachsenen Fläche vorkommen würde. Da auch dieser Wert für die jeweilige Kultur wenig Aussagekraft besitzt, werden kulturspezifische Korrekturwerte verwendet. Mit deren Hilfe gelangt man zur kulturspezifischen Evapotranspiration (ETc), die unter Berücksichtigung der jeweiligen phenologischen Phase der Pflanzen einen bereits recht zuverlässigen Wert liefert. Von praktischer Bedeutung ist die Berechnung der Verdunstung vor allem für die adäquate Steuerung von Bewässerungsanlagen, die dem Boden und der Pflanze in Abhängigkeit von Verdunstung und Wachstumsbedarf wieder die richtige Menge an Wasser zuführen soll.

### Folie
Besonders aufwändig, dafür aber etwas genauer, ist es, eine Pflanze oder einen Standort komplett mit einer Folie abzudichten. Das in die Folie hinein verdampfende Wasser wird aufgefangen und gemessen. Es ist hierbei zu beachten, dass die Folie selbstverständlich einen nicht unerheblichen Einflussfaktor bildet.

## Potentielle Evapotranspiration
Als potentielle Evapotranspiration (ETP) oder auch potentielle Landschaftsverdunstung (pLV) wird bei Angaben zum Klima die Menge an Wasser angegeben, die bei bestimmten klimatischen Bedingungen verdunsten, bzw. evapotranspirieren können.
Die Differenz aus Niederschlägen und potentieller Evapotranspiration ergibt die Klimatische Wasserbilanz.

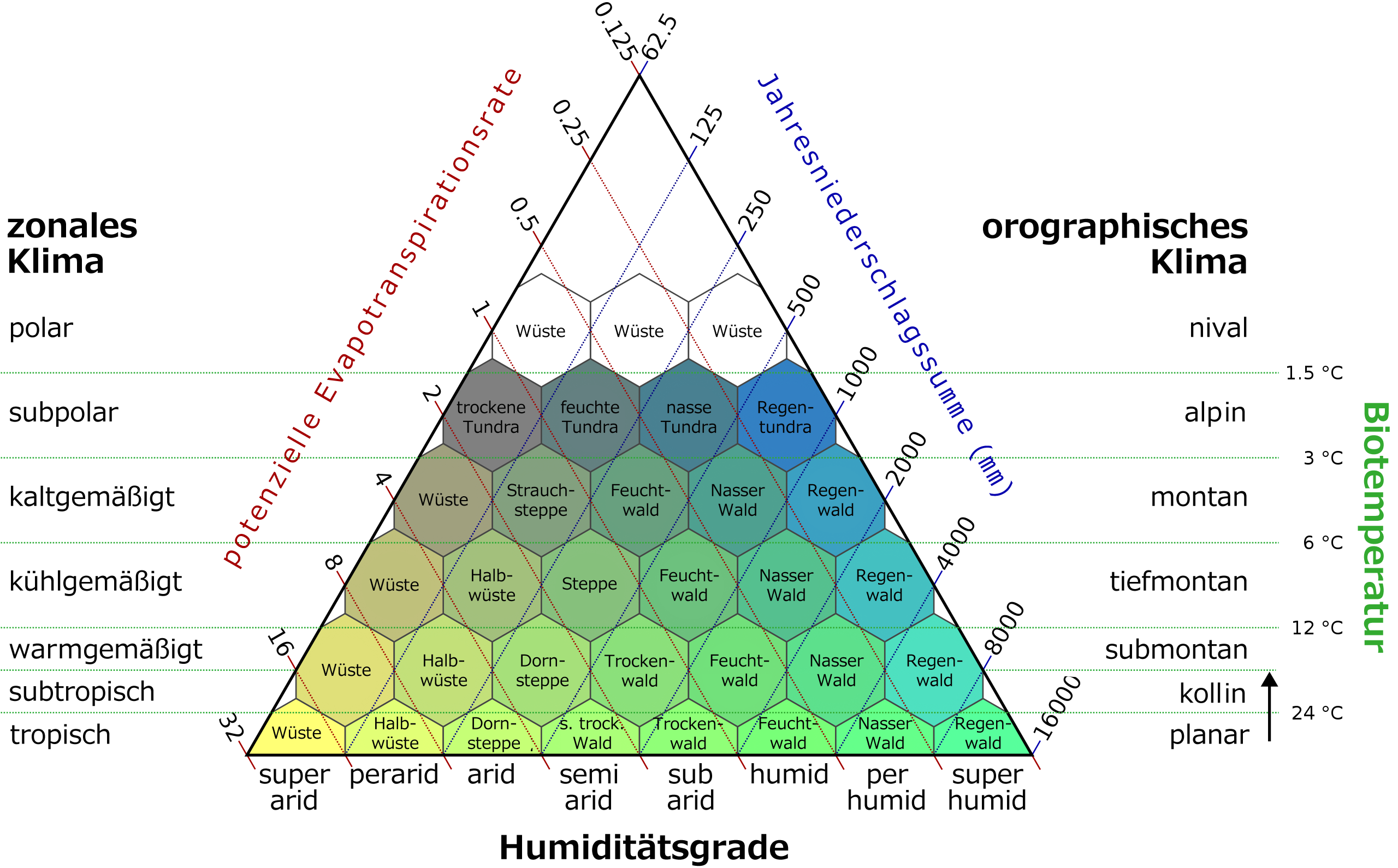
Diagramm der aus Niederschlag und potentieller Evapotranspiration resultierenden Vegetationszonen.

## Klimaeffekte
Für die meisten Landpflanzen ist die Transpiration eine unvermeidliche Wasserabgabe an die Atmosphäre, da sie die Spaltöffnungen öffnen müssen, um die Diffusion von CO2 aus der Luft in die Blätter für die Photosynthese zu ermöglichen. Die zur Transpiration benötigte Energie macht etwa die Hälfte der absorbierten globalen Oberflächen-Nettostrahlung von etwa 165 W/m2 aus. Über die Spaltöffnungen der Blätter wird Wasser verdunstet, welches beim Übergang in den gasförmigen Zustand 0,7 kWh/Liter Energie benötigt. Pro m2 werden im geografischen Mittel ca. 3 L Wasser verdunstet, im tropischen Regenwald können es doppelt so viel sein. Ein großer Urwaldriese kann sogar täglich mehrere Hundert Liter Wasser in die Atmosphäre befördern, welches wiederum Wärmeenergie (latente Wärme) nach oben mitnimmt. Die Umgebung am Boden kühlt sich ab; in Wäldern ist die Umgebung an Sonnentagen oft mehrere Grad C kühler. Bleibt der Wasserdampf gasförmig und kondensiert nicht zu Wolken, so übt er einen Treibhauseffekt aus, was zur Gegenstrahlung Richtung Erdboden führt.

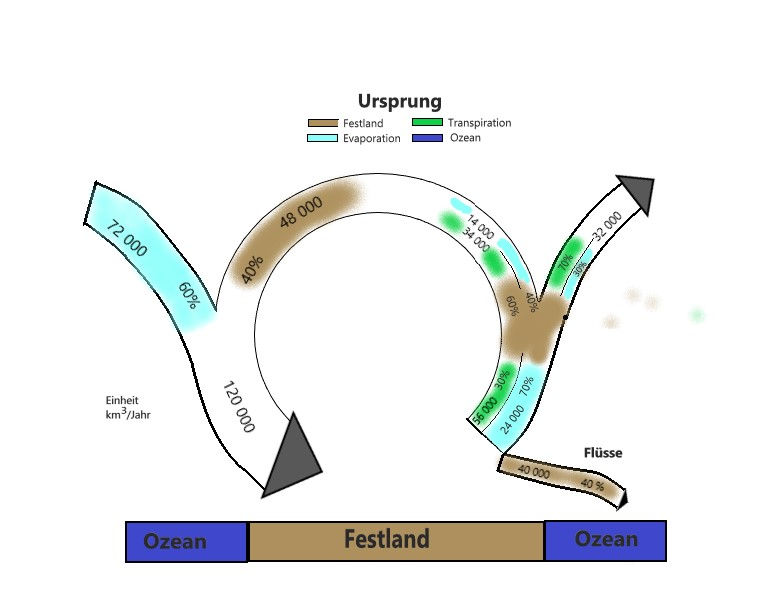
Globaler Wasserzyklus über den Landmassen. Quantitative und prozentuale Werte: Beitrag der Evapotranspiration der Vegetation (insbesondere Wälder).

Welchen Einfluss vom Menschen verursachte  Veränderungen der Bodenvegetation, insbesondere Abholzungen, haben, sieht  man an folgendem Größenvergleich (Abbildung): Von den 120 000 km3 des Regens, der jährlich auf die Kontinente fällt, kommen 60 % aus der Verdunstung vom Meer und 40 % aus der Evapotranspiration vom Land. Von diesem terrestrischen, in die Atmosphäre gelangten Wasserdampf kommen 60–80 % wiederum aus der Verdunstung von Pflanzen. Dies zeigt, wie die Vegetation einen enormen Beitrag zum globalen Wasserkreislauf beiträgt und  darüber hinaus auch die Wärmemenge in die Atmosphäre einträgt. Betrachtet man den Anteil eingestrahlter Sonnenenergie, die als latente Wärme durch die Verdunstung aus der Pflanzenwelt zurück in die Atmosphäre transportiert wird, also mehr als 50 %, so wird deutlich, wie sehr großflächige Vegetation den Niederschlagszyklus beeinflusst und andererseits eine bedeutende Menge zurück in den Weltraum transportiert. Immergrüne tropische Regenwälder bedecken nur etwa  10 % der Landfläche, tragen aber mit 22 % zur globalen Evapotranspiration bei.